# Czesław Oberdak
Tweede luitenant Czesław Oberdak (Krakau, 20 juli 1921 - Woeste Hoeve, 8 maart 1945) was een Poolse vliegenier.
Czesław werd in Krakau geboren en had een ouder zusje Ludmila en een jonger broertje Roman. Zijn jeugddroom was om piloot te worden. In 1939 ging hij naar de Luchtmachtschool in Poznań. Tijdens de Tweede Wereldoorlog werd hij piloot.

## Piloot
Toen de Duitsers Polen binnenvielen verliet hij zijn land. Via Roemenië, Joegoslavië en Italië bereikte hij Frankrijk, waar hij zich bij de Poolse luchtmacht in Lyon aansloot. Met de luchtmacht werd hij in juni 1940 geëvacueerd. Tussen maart 1941 en december 1943 volgde hij verschillende opleidingen binnen de RAF. In Cosford (Verenigd Koninkrijk) rondde hij in juni 1943 een officiersopleiding af, waarna hij in december 1943 werd ingedeeld bij 306 Squadron van de Poolse luchtmacht. Zijn basis was aanvankelijk Heston, later Coolham in Sussex, Engeland. Op 5 mei 1944 werd hij benoemd tot Flying Officer.
Zijn 26ste en laatste laatste missie op 30 mei 1944 was het begeleiden van Amerikaanse B-17 bommenwerpers tijdens hun missie naar de vliegtuigfabrieken van Junkers in Halberstadt. Op de terugweg kreeg zijn Amerikaanse P-51 Mustang MKIII nabij de Duits/Nederlandse grens een technisch probleem en moest hij rond 12:30 uur tussen Ommen en Dalfsen in de buurtschap Dalmsholte een noodlanding maken. Dat overleefde hij, waarna hij zijn vliegtuig in brand stak en zich in de bossen verstopte.
Het verzet bracht hem naar Ommen, waar hij kennis maakte met drie geallieerde piloten, die daar ondergedoken zaten. Met Franklin Coslett, een Amerikaan, trok hij later naar Dalfsen. Vandaar bracht het verzet hen met naar een schip voor onderduikers bij Hasselt in Overijssel en een goede week later per trein naar Harderwijk. Daar zat hij eerst op een eendenboerderij in Hierden en later boven een bakkerij in Harderwijk zelf. Circa begin september 1944 bracht het verzet hem en Coslett opnieuw per trein naar Amsterdam. Daar zat Oberdak op verschillende adressen, als laatste aan de Michelangelostraat 36. Op 6 december 1944 fietsten hij, Coslett en enkele andere onderduikers naar Beekbergen, in de hoop bevrijd gebied te bereiken. In Hoenderloo werden ze echter op 24 december door Duitsers gearresteerd. De twee mannen werden naar de politiepost in Otterlo gebracht en vervolgens aan de Sicherheitspolizei overgedragen. Verschillende bronnen melden overigens onterecht dat Oberdak een aantal weken eerder tijdens Operatie Pegasus 2 al in Duitse handen viel. Als terrorist werd hij in Velp ter dood veroordeeld, hoewel hij militair was en als krijgsgevangene behandeld moest worden. Oberdak en Coslett werden gevangengezet in De Kruisberg in Doetinchem.

## Executie
Als represaille op de aanslag op Hanns Rauter op 6 maart 1945 werden honderden gevangenen uit gevangenissen opgehaald en op verschillende locaties terechtgesteld. Uit De Kruisberg werden de 23-jarige Oberdak en 24 andere gevangenen opgehaald en naar Woeste Hoeve gebracht, waar zij met 92 anderen gefusilleerd werden. De overige slachtoffers kwamen uit gevangenissen in Zwolle, Deventer, Apeldoorn, Assen en Almelo.
De slachtoffers werden in een massagraf begraven op de gemeentelijke begraafplaats Heidehof in Ugchelen. Toen de oorlog afgelopen was, werd het massagraf geopend. Van 115 slachtoffers kon de identiteit worden vastgesteld, maar niet van Oberdak. Hij werd in 1982 als Onbekende Nederlander herbegraven op Erebegraafplaats Loenen. In 1991 kreeg journalist Richard Schuurman een brief van Oberdaks zuster Ludmila Kaczmarska met het verzoek te helpen zoeken. Pas een jaar eerder had zij in een boek gelezen dat haar broer mogelijk nabij Zwolle een noodlanding had gemaakt. Schuurman kreeg de eerste vermoedens dat Oberdak mogelijk de onbekende in Loenen kon zijn. In 1995 werd het graf geopend voor onderzoek door de Bergings- en Identificatiedienst van de Koninklijke Landmacht, maar identificatie bleek niet mogelijk. Na een Pools rechtshulpverzoek in 2005 werd het onderzoek in 2007 opgepakt door het Korps Landelijke Politiediensten. Op 13 februari 2008 werden de stoffelijke resten opnieuw opgegraven. Zijn DNA werd vergeleken met de DNA van zijn zuster Ludmila en leidde op 7 november 2008 tot zijn identificatie.
Oberdak werd op 10 december 2009 in Polen met militaire eer herbegraven. Hij vond zijn laatste rustplaats in het familiegraf in Krakau. Ludmila woonde de begrafenis bij. Als aandenken aan haar broer kreeg ze zijn horloge, dat in zijn vorige graf was aangetroffen.

## Onderscheidingen
- Royal Air Force pilot brevet

Postuum onderscheiden:
- 1939-1945 Star
- France and Germany Star
- Defensiemedaille
- War Medal 1939-1945